# Британска Девичанска Острва на Зимским олимпијским играма 2014.
Британска Девичанска Острва на Зимским олимпијским играма учествују други пут. Први пут су учествовали пре тридесет година.
На Зимским олимпијским играма 2014. у Сочију представљаће их један такмичар, Питер Крук који ће се такмичити у Слободном скијању.

## Учесници по спортовима
| Спорт            | Мушкарци | Жене | Укупно |
| ---------------- | -------- | ---- | ------ |
| Слободно скијање | 1        | 0    | 1      |
| Укупно (1)       | 1        | 0    | 1      |

## Слободно скијање
| Скијаш     | Дисциплина | Квалификације | Квалификације | Квалификације | Квалификације | Финале           | Финале           | Финале           | Финале           |
| Скијаш     | Дисциплина | 1. трка       | 2. трка       | Време         | Поз.          | 1. трка          | 2. трка          | Време            | Поз.             |
| ---------- | ---------- | ------------- | ------------- | ------------- | ------------- | ---------------- | ---------------- | ---------------- | ---------------- |
| Питер Крук | Могул      | 24,20         | 25,20         | 25,20         | 27            | Није се пласирао | Није се пласирао | Није се пласирао | Није се пласирао |